# الحياة على المريخ (مسلسل كوري جنوبي)
الحياة على المريخ (بالكورية: 라이프 온 마스) هو مسلسل كوري جنوبي من بطولة جونغ كيونغ هو، بارك سونغ وونغ وغو آه-سونغ.عرض المسلسل على قناة أو سي إن في الفترة من 9 يونيو حتى 5 أغسطس 2018.

## روابط خارجية
- الحياة على المريخ على موقع IMDb (الإنجليزية)
- الحياة على المريخ على موقع كينوبويسك (الروسية)
- الحياة على المريخ على موقع قاعدة بيانات الفيلم (الإنجليزية)